# Mysmena leucoplagiata
Espèce
Synonymes
- Theridion leucoplagiatum Simon, 1880

Mysmena leucoplagiata est une espèce d'araignées aranéomorphes de la famille des Mysmenidae.

## Distribution
Cette espèce se rencontre en Europe du Sud et en Israël.

## Description
La femelle holotype mesure 1,2 mm.
Le mâle mesure 0,8 mm et la femelle 1,2 mm.

## Publication originale
- Simon, 1880 : Arachnides nouveau de France, d'Espagne et d'Algérie. Premier mémoire. Bulletin de la Société Zoologique de France, vol. 4, p. 251-263 (texte intégral).